# Oligomoczniki

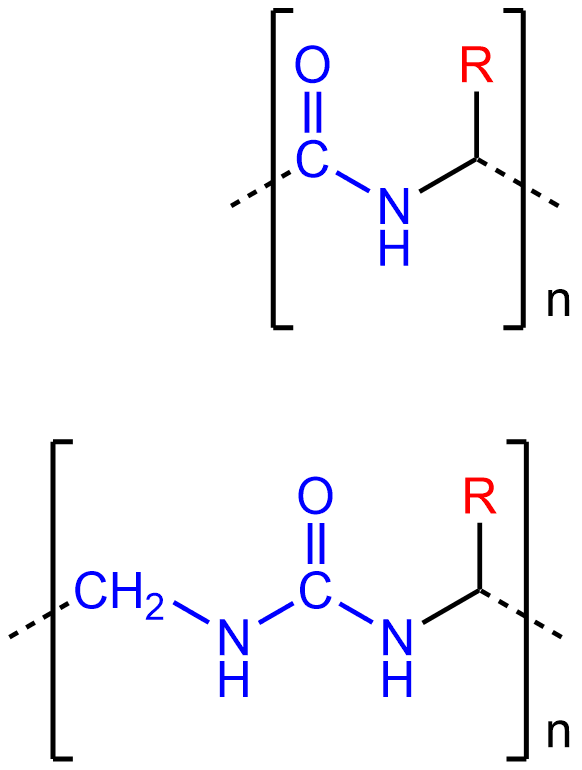
Porównanie budowy wiązania peptydowego i oligomocznikowego

Oligomoczniki – organiczne związki chemiczne z grupy oligomerów o charakterze foldamerów; pochodne mocznika o wzorze ogólnym [−CH(R)−CH
2−NH−CO−NH]
n. Zawierają w swojej strukturze kilka reszt aminokwasowych połączonych wiązaniem mocznikowym. Są peptydomimetykami (tj. związkami naśladującymi naturalne peptydy). Zamiast wiązań peptydowych zawierają wiązania mocznikowe, a ich łańcuchy boczne mogą być takie same jak w naturalnych aminokwasach.

## Helisa oligomocznikowa
Cechą charakterystyczną oligomoczników jest to, że zwijają się w helisy, niezależnie od rodzaju łańcuchów bocznych występujących w związku. Helisy te są stabilne w rozpuszczalnikach organicznych, w środowisku wodnym, a także w ciele stałym. Stabilną helisę są w stanie utworzyć już 4 jednostki mocznikowe – dla porównania w przypadku naturalnych peptydów konieczne jest przynajmniej 10 reszt aminokwasowych dla utworzenia stabilnej struktury drugorzędowej.
Struktura drugorzędowa, którą przyjmują oligomoczniki, to helisa typu 2,5, co oznacza, że 2,5 reszty mocznikowej przypada na jeden zwrot helisy. Stabilizowana jest przez wewnątrzcząsteczkowe 3-centrowe wiązanie wodorowe. W przypadku peptydów występują głównie 2-centrowe wiązania wodorowe.

## Metody syntezy
Aby uzyskać N,N′-dipodstawione alifatyczne oligomoczniki, używa się aktywowanych bloków budulcowych, których struktura opiera się na pochodnej etylenodiaminy. Tak samo jak w przypadku peptydów, syntezę oligomoczników można prowadzić w roztworze lub na podłożu stałym. Wykorzystuje się izocyjaniany lub karbaminiany p-nitrofenylowe lub sukcynoimidowe.
Pierwsza metoda syntezy oligomoczników została zaproponowana w 1995 roku. Wykorzystano w niej pochodne izocyjanianowe. W pierwszym etapie redukcji ulegały N-Boc-zabezpieczone aminokwasy i powstawały odpowiednie aminoalkohole. Następnie grupę hydroksylową przekształcano w grupę aminową z zabezpieczeniem ftaloilowym w reakcji Mitsunobu, gdzie rolę nukleofila pełnił ftalimid. Usunięcie grupy zabezpieczającej Boc pozwalało na uzyskanie pożądanej monozabezpieczonej diaminy. Traktowano ją trifosgenem, w wyniku czego powstawała pochodna izocyjanianowa, na którą działano 1-aminobutanem. Ta ścieżka syntetyczna pozwalała na otrzymanie założonej pochodnej mocznika.
W 1999 roku Guichard i współpracownicy opisali metodę syntezy zabezpieczonych pochodnych karbaminianowych z wykorzystaniem przegrupowania Curtiusa. W metodzie tej β-aminokwasy z grupami aminowymi zabezpieczonymi grupami N-Boc przekształcono w odpowiednie azydki acylowe w reakcji z chlorowęglanem etylu i NaN
3. Uzyskane produkty pośrednie po ogrzaniu przekształcały się w izocyjaniany, które następnie w reakcji z N-hydroksysukcynoimidem dawały odpowiednie karbaminiany, w formie stabilnych krystalicznych ciał stałych. Uzyskane produkty były substratami do syntezy oligomoczników.

## Zastosowania
Zdolność do tworzenia wiązań wodorowych przez oligomoczniki wykorzystuje się w chemii supramolekularnej, do projektowania foldamerów i w organokatalizie. Układy mocznikowe często stanowią fragmenty leków, w tym silnych inhibitorów proteazy HIV.